# Joseph von Führich
Joseph von Führich (Chrastava, 9 de Fevereiro de 1800 – Viena, 13 de Março de 1876) foi um pintor austríaco, nascido em Kratzau, na Boémia.
Também conhecido como Josef Ritter von Führich.